# در برج جدی
در برج جُدَی (انگلیسی: Under Capricorn) فیلمی در ژانر درام تاریخی و دلهره آور به‌کارگردانی آلفرد هیچکاک است که سال ۱۹۴۹ منتشر شد. فیلم اقتباسی از رمانی به همین نام از هلن سیمپسون بود، با فیلمنامه‌ای از جیمز بریدی که هیوم کرونین آن‌را برای فیلم آماده کرد.
«در برج جدی» دومین فیلمِ هیچکاک با فرمت تکنی‌کالر به‌شمار می‌رود و همچون فیلمِ رنگی پیشین (طناب محصول ۱۹۴۸)، از برداشت‌های طولانیِ ۱۰ دقیقه‌ای در آن استفاده کرده‌است.
به گفته دیوید تامسن در برج جدی  از فیلم هایی است ارزش چند بار دیدن دارد.

## داستان
در سال 1831، «چارلز ادر» ایرلندی به استرالیا می‌رود تا به کمک پسر عموی خود که اخیراً به مقام فرمانداری رسیده زندگی جدیدی را آغاز کند. وقتی او به آنجا می‌رسد با زمین دار قدرتمند «سم فلاسکی» آشنا شده و قصد تجارت با او می‌کند…

## برداشت بلند
در کتاب سبک و معنا: مطالعاتی در تحلیل دقیق فیلم، اد گالاونت می‌گوید:
استفاده از نماهای طولانی در فیلم زیر برج جدی به سه عنصر معنایی فیلم مرتبط است:
1. مفهوم فضاهای قابل دسترسی و غیرقابل دسترسی که در خانه‌ی گوتیک بیان می‌شود.
2. شکل و صورتی که شخصیت‌ها در گذشته خود سکونت دارند.
3. واگرایی یا همگرایی خطوط نگاه - نگاهی که نمی‌تواند یا باید با نگاه دیگری روبرو شود.

هر سه این عناصر را می‌توان به مفاهیم گناه و شرم مرتبط کرد. در موارد 1 و 2، پرسش این است که چگونه چیزی احساس می‌شود که حضور دارد. در مورد 3، تفاوت بین نمایش یا به اشتراک‌گذاری گذشته به عنوان فلش‌بک و گذشته به عنوان روایت گفتاری است، جایی که بخشی از آنچه بیان می‌شود دقیقاً غیرقابل دسترسی بودن گذشته است، تجربه‌ی آن در درون گوینده قفل شده است. در مورد 3، نگاه اجتناب‌شده نشانه‌ی فیزیکی تعیین‌کننده‌ی شرم است.

## بازیگران
- مایکل وایلدینگ
- اینگرید برگمن
- جوزف کاتن
- مارگارت لیتون
- سسیل پارکر
- دنیس اودی
- فرانسیس ده وولف
- رانالد آدام
- آلفرد هیچکاک
- جولیا لنگ